# アレクサンダル・ヴァリャチッチ
アレクサンダル・ヴァリャチッチ（Aleksandar Varjačić (セルビア語: Александар Варјачић、1991年5月23日 - ）は、セルビア・クラグイェヴァツ出身のプロサッカー選手。FKムラドスト・ルチャニ所属。ポジションは、ディフェンダー（ライトバック）、ミッドフィールダー。

## タイトル
ラドニチュキ・クラグイェヴァツ
- ザパド・スルプスカ・リーガ (2): 2009-10, 2016-17[1]

シャピネ
- ドゥナヴ・ゾーンスカ・リーガ: 2015-16[1]